# Eucalyptus grandis
Eucalyptus grandis är en myrtenväxtart som beskrevs av Walter Hill och Joseph Henry Maiden. Eucalyptus grandis ingår i släktet Eucalyptus och familjen myrtenväxter. Inga underarter finns listade i Catalogue of Life. Arten är en viktig råvara till massaindustrin och odlas i stor skala i bland annat Latinamerika.

## Bildgalleri

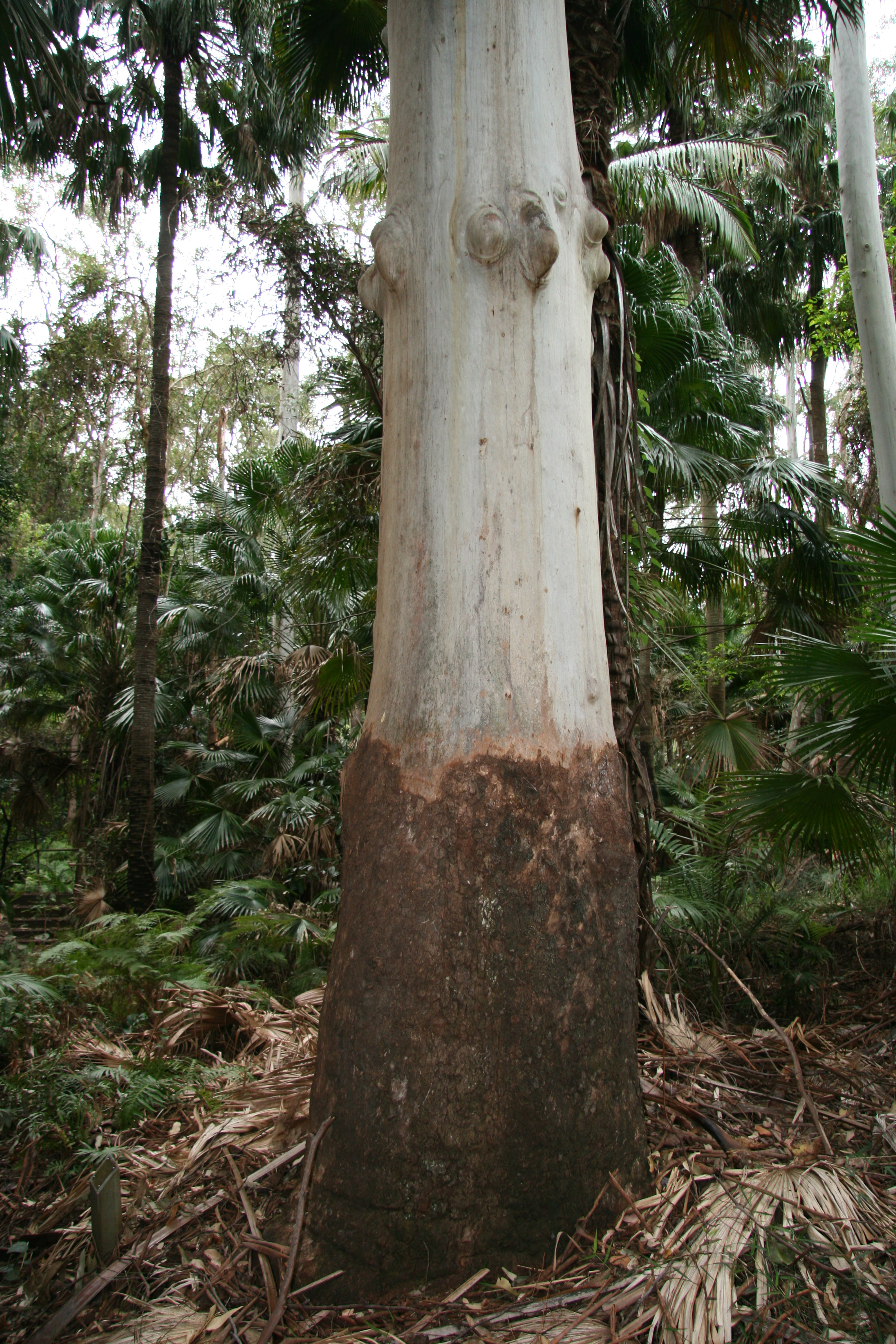
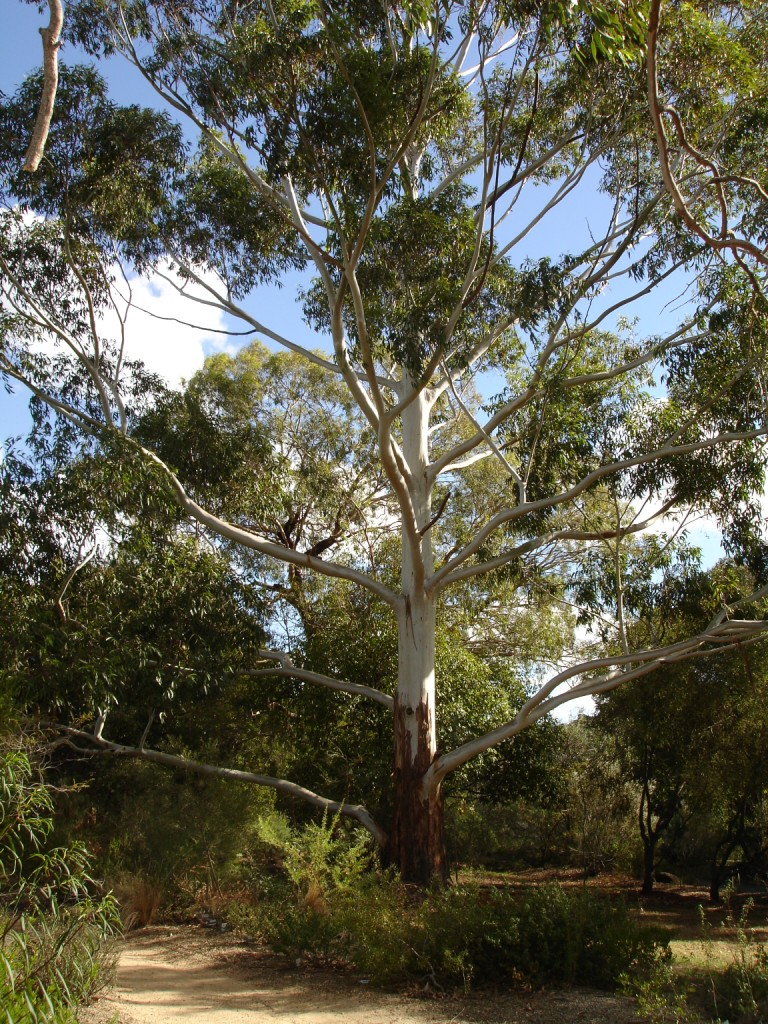